# Coppa Svizzera 1930-1931
La Coppa Svizzera 1930-1931 è stata la 6ª edizione della manifestazione calcistica. È iniziata il 31 agosto 1930 e si è conclusa il 10 maggio 1931. Questa edizione della coppa vide la vittoria finale del Lugano.

## Regolamento
Turni ad eliminazione diretta in gara unica. In caso di paritá al termine dei tempi supplementari, la partita veniva ripetuta a campo invertito.

### 1º turno eliminatorio
| Squadra 1                | Risultato      | Squadra 2          |
| ------------------------ | -------------- | ------------------ |
| 31 agosto 1930           |                |                    |
| Svizzera occidentale     |                |                    |
| Club Athletique Ginevra  | 0 - 3          | Boudry             |
| Chailly Losanna          | 3 - 2          | Martigny           |
| Concordia Yverdon        | 8 - 1          | Reconvilier        |
| Couvet                   | 4 - 2          | Richemond          |
| Fleurier                 | 3 - 4          | Xamax Neuchâtel    |
| Forward                  | 4 - 0          | Champagne Sport    |
| Gloria-Sports Le Locle   | 3 - 0          | Stade Payerne      |
| Jonction                 | 7 - 0          | Olympia            |
| La Côte                  | 4 - 6          | St. Imier          |
| Le Locle-Sports          | 1 - 5          | Dopolavoro Ginevra |
| Minerva Berna            | 3 - 2          | Yverdon            |
| Olten                    | 4 - 2          | Chênois            |
| La Tour-de-Peilz         | 2 - 4          | Fulgor Grenchen    |
| Racing Losanna           | 0 - 1          | Stade Lausanne     |
| Sainte-Croix             | 2 - 3          | Renens             |
| Sion                     | 4 - 3          | Tavannes           |
| Sport Boys               | 2 - 1          | Montreux-Sports    |
| Stade Nyonnais           | 3 - 1          | Tramelan           |
| Sylva-Sports Le Locle    | 3 - 1          | Zähringia Berna    |
| Thun                     | 2 - 1          | Sports Reunis      |
| Vevey                    | 3 - 0          | Esperia Berna      |
| Viktoria Berna           | 1 - 2          | Monthey            |
| Villeneuve-Sports        | 1 - 4          | Central Friburgo   |
| Bösingen                 | ? - ?          | Länggasse Berna    |
| Cercle des Sports Bienna | ? - ?          | Nidau              |
| Lengnau                  | ? - ?          | Helvetia Berna     |
| Madretsch                | ? - ?          | Saint-Jean         |
| Svizzera orientale       |                |                    |
| Bellinzona               | 3 - 2          | Bülach             |
| Locarno                  | 5 - 0          | Adliswil           |
| Shur                     | 1 - 3          | Balerna            |
| Thalwil                  | 3 - 5 (d.t.s.) | G.C.Luganesi       |
| Allschwil                | ? - ?          | Arbon              |
| Baden                    | ? - ?          | Liestal            |
| Birsfelden               | ? - ?          | Red Star Zurigo    |
| Black Stars Basilea      | ? - ?          | Fortuna Zurigo     |
| Dietikon                 | ? - ?          | Langnau            |
| Flawil                   | ? - ?          | Buchs              |
| Frauenfeld               | ? - ?          | Oerlikon           |
| Helvetik                 | ? - ?          | Breite Basilea     |
| Höngg                    | ? - ?          | Sissach            |
| Horgen                   | ? - ?          | Diana              |
| Lenzburg                 | ? - ?          | Romanshorn         |
| Münchenstein             | ? - ?          | Veltheim           |
| Rasenspiele Basilea      | ? - ?          | Altstetten         |
| Sirius                   | ? - ?          | Kickers Lucerna    |
| Sparta                   | ? - ?          | Juventus San Gallo |
| Sportfreunde Basilea     | ? - ?          | Buchs Aarau        |
| Sciaffusa                | ? - ?          | Industrie Zurigo   |
| Töss                     | ? - ?          | Kleinhüningen      |
| Uster                    | ? - ?          | Neuhausen          |
| Wädenswil                | ? - ?          | Amriswil           |
| Weinfelden               | ? - ?          | Seebach            |
| Wohlen                   | ? - ?          | Lucerna            |
| Zugo                     | ? - ?          | Engstringen        |

### 2º turno eliminatorio
In seguito al sorteggio passano giá il turno: Dopolavoro Ginevra, Sport Boys Berna, Concordia Yverdon, Xamax Neuchatel, Boudry, Minerva Berna, Fulgor Grenchen, Sylva-Sports Le Locle, Thun, Racing Losanna. Allschwil, Bellinzona, Buchs Aarau, Buchs San Gallo, Engstringen, G.C. Luganesi, Industrie Zurigo, Lucerna, Uster.
| Squadra 1                    | Risultato      | Squadra 2              |
| ---------------------------- | -------------- | ---------------------- |
| 7 settembre 1930             |                |                        |
| Svizzera occidentale         |                |                        |
| Bienne-Boujean               | 4 - 2          | Couvet                 |
| Forward                      | 3 - 2          | Madretsch              |
| Jonction                     | (rinv.)        | Renens                 |
| Chailly Losanna              | 0 - 6          | Central Friburgo       |
| Langnau                      | 2 - 3          | Monthey                |
| Olten                        | 12 - 0         | Gloria-Sports Le Locle |
| Stade Nyonnais               | (rinv.)        | Sion                   |
| Vevey                        | 3 - 0          | St. Imier              |
| 21 settembre 1930 (Recupero) |                |                        |
| Jonction                     | 5 - 0          | Renens                 |
| Svizzera orientale           |                |                        |
| Amriswil                     | 11 - 2         | Breite Basilea         |
| Balerna                      | 2 - 4 (d.t.s.) | Kickers Lucerna        |
| Birsfelden                   | 1 - 2          | Seebach                |
| Black Stars Basilea          | 1 - 0          | Diana                  |
| Lenzburg                     | 1 - 7          | Töss                   |
| Liestal                      | 2 - 1          | Münchenstein           |
| Locarno                      | 2 - 1          | Sciaffusa              |
| Oerlikon                     | 9 - 1          | Sissach                |
| Rasenspiele Basilea          | 3 - 4          | Langnau                |

### Trentaduesimi di finale
Entrano in lizza le squadre di Prima Lega.
| Squadra 1          | Risultato      | Squadra 2           |
| ------------------ | -------------- | ------------------- |
| 4 ottobre 1930     |                |                     |
| Servette           | 2 - 1          | Xamax Neuchâtel     |
| 5 ottobre 1930     |                |                     |
| Aarau              | 1 - 2          | Blue Stars Zurigo   |
| Basilea            | 4 - 5 (d.t.s.) | Locarno             |
| Bellinzona         | 1 - 5          | Lucerna             |
| Berna              | 3 - 1          | Étoile-Sporting     |
| Boudry             | 1 - 12         | Olten               |
| Bösingen           | 3 - 1          | Zähringia Berna     |
| Breite Basilea     | 4 - 3          | Uster               |
| Brühl              | 5 - 0          | Allschwil           |
| Buchs Aarau        | 1 - 9          | Nordstern           |
| Buchs              | 3 - 7 (d.t.s.) | San Gallo           |
| Concordia Basilea  | 4 - 3          | Seebach             |
| Dopolavoro Ginevra | 2 - 4          | Friburgo            |
| Forward Morges     | 2 - 1          | Concordia Yverdon   |
| G.C.Luganesi       | 3 - 2          | Industrie Zurigo    |
| Fulgor Grenchen    | 1 - 4          | Cantonal Neuchâtel  |
| Jonction Ginevra   | 2 - 5          | Étoile Carouge      |
| Kickers Lucerna    | 1 - 5          | Young Fellows       |
| Lugano             | 6 - 3          | Chiasso             |
| La Chaux-de-Fonds  | 2 - 1          | Young Boys          |
| Langnau            | 2 - 5          | Oerlikon            |
| Liestal            | 8 - 4          | Engstringen         |
| Losanna            | 3 - 1          | Nidau               |
| Old Boys Basilea   | 1 - 2          | Winterthur          |
| Sion               | 4 - 0          | Central Friburgo    |
| Soletta            | 5 - 2          | Minerva Berna       |
| Sport-Boys Berna   | 2 - 4          | Racing Losanna      |
| Töss               | 1 - 5          | Grasshoppers        |
| Urania Ginevra     | 3 - 1          | Bienne              |
| Vevey              | 0 - 6          | Grenchen            |
| Zurigo             | 6 - 0          | Black Stars Basilea |
| Monthey            | 3 - 3 (d.t.s.) | Thun                |
| Spareggio          |                |                     |
| Thun               | 3 - 1          | Monthey             |

### Sedicesimi di finale
| Squadra 1         | Risultato | Squadra 2          |
| ----------------- | --------- | ------------------ |
| 2 novembre 1930   |           |                    |
| Blue Stars Zurigo | 9 - 0     | G.C.Luganesi       |
| 9 novembre 1930   |           |                    |
| Berna             | 2 - 0     | Forward Morges     |
| Breite Basilea    | 2 - 6     | Brühl              |
| Étoile Carouge    | 1 - 5     | Urania Ginevra     |
| Friburgo          | 6 - 3     | Thun               |
| La Chaux-de-Fonds | 7 - 1     | Bösingen           |
| Lugano            | 11 - 1    | Oerlikon           |
| Nordstern         | 2 - 1     | Lucerna            |
| Olten             | 2 - 1     | Losanna            |
| Racing Losanna    | 2 - 1     | Servette           |
| San Gallo         | 3 - 0     | Concordia Basilea  |
| Sion              | 0 - 3     | Grenchen           |
| Soletta           | 2 - 3     | Cantonal Neuchâtel |
| Winterthur        | 1 - 0     | Locarno            |
| Young Fellows     | 0 - 4     | Grasshoppers       |
| Zurigo            | 2 - 1     | Liestal            |

### Ottavi di finale
| Squadra 1          | Risultato | Squadra 2         |
| ------------------ | --------- | ----------------- |
| 7 dicembre 1930    |           |                   |
| Berna              | 0 - 2     | La Chaux-de-Fonds |
| Cantonal Neuchâtel | 3 - 1     | Olten             |
| Grasshoppers       | 4 - 1     | Brühl             |
| Lugano             | 2 - 0     | Zurigo            |
| Racing Losanna     | 0 - 1     | Grenchen          |
| San Gallo          | 1 - 4     | Blue Stars Zurigo |
| Winterthur         | 1 - 3     | Nordstern         |
| 14 dicembre 1930   |           |                   |
| Urania Ginevra     | 6 - 0     | Friburgo          |

### Quarti di finale
| Squadra 1         | Risultato | Squadra 2          |
| ----------------- | --------- | ------------------ |
| 1 febbraio 1931   |           |                    |
| La Chaux-de-Fonds | 3 - 1     | Nordstern          |
| Grasshoppers      | 7 - 2     | Blue Stars Zurigo  |
| Grenchen          | 1 - 4     | Lugano             |
| Urania Ginevra    | 8 - 0     | Cantonal Neuchâtel |

### Semifinali
| Squadra 1      | Risultato | Squadra 2         |
| -------------- | --------- | ----------------- |
| 1 marzo 1931   |           |                   |
| Lugano         | 3 - 1     | Urania Ginevra    |
| 19 aprile 1931 |           |                   |
| Grasshoppers   | 2 - 1     | La Chaux-de-Fonds |

### Finale
| Arbitro: | Jordan |

|                                |           |              |
| Sturzi 73’ (rig.) Poretti 118’ | Marcatori | 64’ Adam (I) |